# Монастырь Житомислич
Монастырь Житомислич (серб. Манастир Житомислић, босн. и хорв. Manastir Žitomislić) — мужской монастырь Сербской православной церкви в честь Благовещения Пресвятой Богородицы. Находится недалеко от Мостара в Боснии и Герцеговине.

## История
Разрешение на строительство монастыря было выдано османским судьей в Невесинье семье Милорадович-Храбрен. Строительство было начато на развалинах старой церкви и закончено в 1606 году. В монастыре был создан высокохудожественные иконостас. В период своего расцвета монастырь имел обширные земельные владения, которые обрабатывали монахи.
В 1858 году при монастыре была открыта семинария. 26 июня 1941 года отряды усташей разрушили монастырь, а монахи были убиты. После окончания Второй мировой войны монастырь был восстановлен, а тела убитых монахов были эксгумированы и помещены в гробницу.
В 1992 году в ходе Боснийской войны подразделения ХСО нанесли значительный ущерб монастырю. После окончания войны, в 2002 году началась реконструкция монастыря, а в мае 2005 года восстановленный храм в монастыре освятил глава Сербской Православной церкви патриарх Павел.